# Igor Cassina
Igor Cassina (né le 15 août 1977 à Seregno) est un gymnaste italien qui excelle dans l'agrès de la barre fixe.
Il a gagné l'or aux Jeux olympiques d'Athènes le 23 août 2004.
Avant cette victoire olympique, il s'était déjà assuré une place dans l'histoire de la gymnastique en étant le premier athlète au monde à présenter un kovacs tendu avec rotation à 360° sur l'axe longitudinal, en reconnaissance de quoi la fédération internationale a donné son nom à ce mouvement qui est désormais appelé cassina depuis 2002.

## Palmarès

### Jeux olympiques
- Athènes 2004
  -  Champion olympique à la barre fixe

### Championnats du monde
- Anaheim 2003
  -  médaille d'argent à la barre fixe

- Londres 2009
  -  médaille de bronze à la barre fixe

### Championnats d'Europe
- Patras 2002
  -  médaille de bronze à la barre fixe

- Debrecen 2005
  -  médaille d'argent à la barre fixe

- Amsterdam 2007
  -  médaille de bronze à la barre fixe